# José María Sánchez González
José María Sánchez González (San Buenaventura, Coahuila , México, 1850 - Chihuahua, México, 31 de enero de 1940) fue un político y empresario coahuilense. Perteneció a la clase dominante política y económica del norte de México.

## Biografía
Nació en San Buenaventura, Coahuila en 1850, hijo de Santos Sánchez y Dolores González. Al terminar sus estudios de educación primaria, se muda a Monterrey, donde labora para la casa comercial González Treviño y Compañía. Durante la Intervención Francesa, se alistó a la Guardia Nacional de Nuevo León, donde tuvo acciones de guerra en Santa Gertrudis y Santa Isabel, al mando de los generales Mariano Escobedo y  Andrés Viesca.
Al mudarse la casa comercial para la que trabaja a Chihuahua, Sánchez González cambia su residencia a dicha ciudad. Fue elegido Regidor del Ayuntamiento de Chihuahua para el periodo 1880-1881, ocupando el cargo que dejó vacante Enrique C. Creel. Este será el inicio de una vinculación entre Sánchez y Creel en el relevo de los puestos públicos.
Matunvo diversos negocios en el ramo comercial, además de ser socio de la Compañía Harinera de Chihuahua. En 1887, al fundarse la Cámara de Comercio de Chihuahua, Sánchez es nombrado tesorero de la misma, durante la presidencia de Enrique C. Creel.
Por su experiencia en la Cámara de Comercio, el 10 de junio de 1903 el gobernador Luis Terrazas lo nombra Tesorero General del Estado. Conservará este puesto hasta el 3 de octubre de 1907. Fue gobernador interino de Chihuahua en dos ocasiones, entre 1906 y 1907 y durante casi todo el año de 1910. Después de esa fecha, abandona su carrera política.
Adicionalmente, entre los años de 1907 y 1908, fue presidente de la Cámara de Comercio de Chihuahua. Muere en la capital del estado, el 13 de enero de 1940.